# Corella (Bohol)
Pour les articles homonymes, voir Corella.

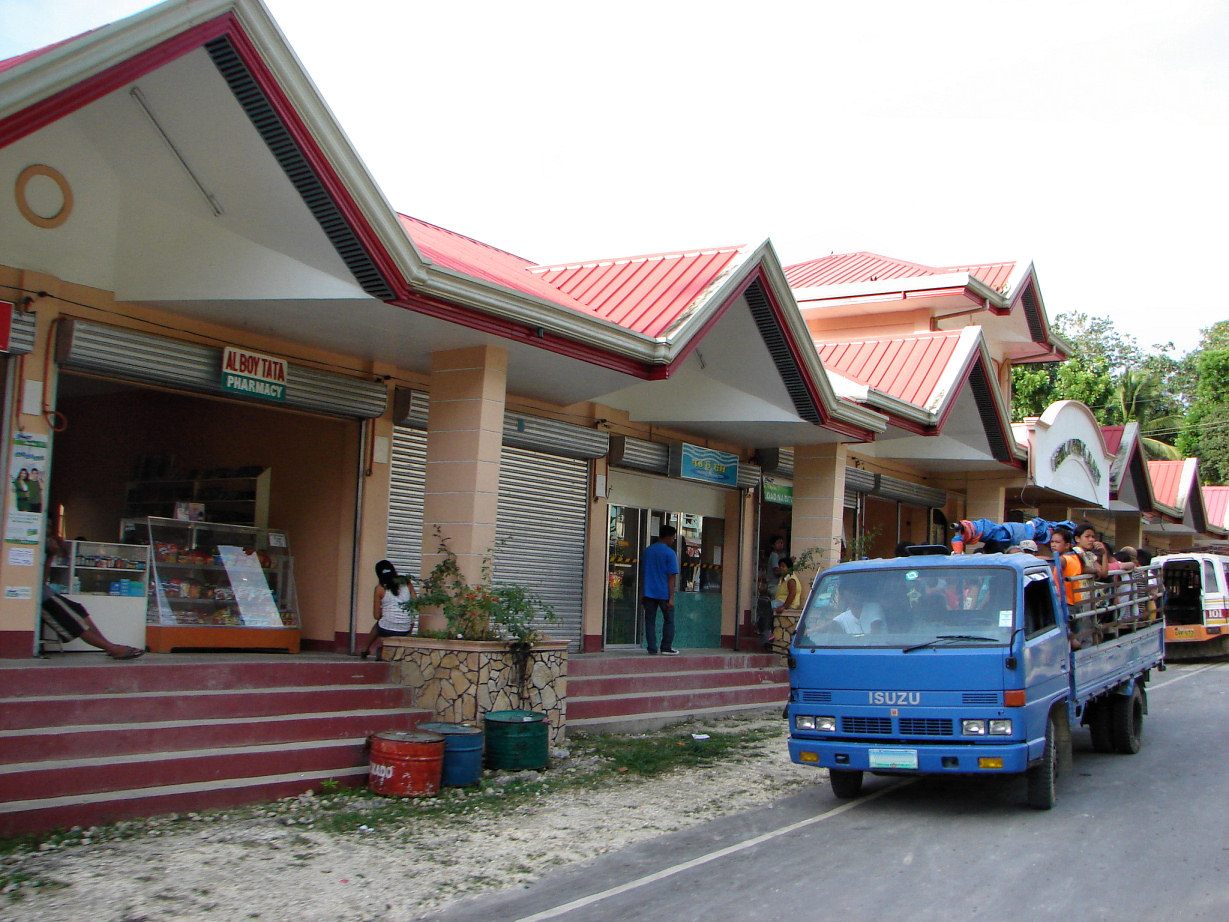
Marché public

Corella est une municipalité de la province de Bohol, aux Philippines.